# Занзибарская революция
Занзибарская революция (суахили Mapinduzi ya Zanzibar, англ. Zanzibar Revolution, араб. ثَوْرَة زَنْجِبَار‎) — свержение в 1964 году султана Занзибара и его в основном арабского правительства революционерами из числа представителей туземных народностей. Занзибар, этнически пёстрое государство, состоящее из ряда островов у восточного побережья бывшей британской колонии Танганьики, получил независимость от Великобритании в 1963 году. Однако серия парламентских выборов привела к тому, что власть осталась в руках арабов, которые унаследовали её с тех пор, как Занзибар был заморским владением аравийского султаната Оман. Получившая непредставительное число мест в парламенте, несмотря на победу с 54 % голосов на выборах в июле 1963, состоящая в основном из туземцев Афро-ширазийская партия (АШП) объединилась с левым крылом партии Умма и пошла на захват власти силой. Ранним утром 12 января 1964 года член АШП Джон Окелло мобилизовал около 700 боевиков на главном острове Унгуджа. Одержав верх над полицией и захватив их оружие, повстанцы направились в Каменный город, где свергли султана и правительство. За этим последовали массовые убийства арабов, индийцев и пакистанцев, населявших остров с XI века. Было убито, по разным данным, от нескольких сот до 20 000 человек. Лидер АШП Абейд Амани Каруме стал президентом, члены партии Умма получили ряд правительственных должностей.
Очевидные коммунистические связи нового правительства беспокоили западные страны, и поскольку Занзибар находился в сфере влияния Великобритании, британское правительство рассматривало планы интервенции. Однако, немедленного установления коммунистического режима не произошло, британские и американские граждане были успешно эвакуированы, и Британия отказалась от планов вмешательства. Тем временем КНР, ГДР и СССР признали новое правительство и установили с ним дипломатические отношения. Каруме договорился об объединении Занзибара и Танганьики в новое государство Танзания. Революция положила конец 200-летнему арабскому господству на Занзибаре. День революции является в Занзибаре выходным днем и национальным праздником.

## Предпосылки
Занзибарский архипелаг, ныне являющийся частью восточноафриканской республики Танзания, — это группа островов у берегов Танганьики в Индийском океане. Он включает в себя крупный остров Унгуджа (известный также как Занзибар), меньший остров Пемба к северу от Унгуджи, и многочисленные мелкие островки. На протяжении многих лет арабского господства, начавшегося в 1698 году, Занзибар был заморским владением аравийского султаната Оман, пока не стал в 1858 году независимым султанатом во главе с собственным султаном. В 1890 году Занзибар оказался под Британским протекторатом и вошёл в состав Британской империи, несмотря на то, что никаких договоров по этому поводу подписано не было.
В 1964 году Занзибар был конституционной монархией, во главе которой стоял султан Сеид-Джамшид-ибн-Абдулла. Численность жителей Занзибара составляла примерно 300 000, из которых 230 000 африканцев, часть из которых имели персидские корни и были известны как ширази; 50 000 арабов и 20 000 выходцев из Британской Индии. Представители обеих рас, находившихся в меньшинстве, занимали наиболее значимые места в торговле и деловой жизни островов. Этнические различия постепенно размывались; и по мнению одного из историков, важную опору султану Джемшиду создавало этническое разнообразие его семьи. Однако арабы были крупнейшими землевладельцами, и были существенно богаче африканцев. Политические партии формировались по этническому признаку: арабы преобладали в националистической партии Занзибара (НПЗ), а африканцы в афро-ширазийской партии (АШП).
В январе 1961 года, проводя политику деколонизации, Британское правительство сформировало избирательные округа и провело парламентские выборы. Каждая из ведущих партий получила в парламенте по 11 голосов из 22, поэтому были назначены повторные выборы, а число мест в парламенте увеличено до 23. Националистическая партия Занзибара образовала коалицию с народной партией Занзибара и Пембы (НПЗП) и получила 13 мест, а Афро-ширазийская партия только 10, несмотря на то, что за неё было подано больше голосов избирателей. АШП заявила о мошенничестве при проведении выборов. В стране вспыхнули беспорядки, приведшие к 68 смертельным случаям. Для получения контроля над ситуацией коалиционное правительство запретило наиболее радикальные партии, заполнило государственные службы своими людьми, и политизировало полицию.
При увеличении числа мест в парламенте до 31, Занзибарские всеобщие выборы (1963) повторили результаты предыдущих. Из-за расположения избирательных округов, АШП возглавляемая Амани Абейдом Каруме, при 54 % голосов избирателей, получила только 13 мест в парламенте, в то время как коалиция НПЗ и НПЗП укрепила свои позиции в парламенте, хотя набрала значительно меньше голосов на выборах. Партия Умма, сформированная в этом году недовольными правящей партией была запрещена, а все полицейские африканского происхождения уволены. Это действие существенно ослабило единственную службу безопасности на острове, и создало агрессивно настроенную группу обученных военному делу людей, к тому же имеющих сведения о системе работы полиции и её оснащении.
Полная независимость от Британии была предоставлена 10 декабря 1963 года, во время правления коалиции НПЗ и НПЗП. Правительство запросило у Британии оборонительного соглашения, и размещения на территории острова батальона британских войск для обеспечения внутренней безопасности, но эта просьба была отклонена, так как Британия сочла неуместным отправлять свои войска для поддержания общественного порядка так скоро после предоставления островам независимости. Британская разведка сообщала, что в ближайшем будущем возможны гражданские волнения, сопровождаемые повышением коммунистической активности, и что прибытие Британских войск может вызвать осложнение ситуации. Однако на острове оставалось много иностранных граждан, включая 130 британцев, работавших непосредственно на правительство Занзибара.

## Революция
12 января 1964 около 3:00 часов утра 600—800 плохо вооружённых повстанцев, в основном африканцев, при поддержке нескольких недавно сокращённых полицейских, атаковали полицейские участки Унгуджи, оба склада оружия и радиостанцию. Революционеры практически не имели боевой подготовки, но несмотря на то, что против них выступили регулярные внутренние войска, вскоре одержали победу. Вооружившись сотнями автоматических винтовок, пистолет-пулемётов и пулемётов Bren, повстанцы захватили контроль над стратегическими зданиями в столице. В течение 6 часов после начала военных действий были захвачены здание городского телеграфа и ключевые правительственные здания, и только взлётно-посадочная полоса ещё оставалась в руках правительства, но и она была захвачена в 14:18. Султан вместе с премьер министром и членами кабинета бежали с острова на правительственной яхте, а дворец был захвачен революционерами. В течение 12 часов уличных боев было убито по меньшей мере 80 и ранено 200 человек. 61 американский гражданин, включая 16 сотрудников станции слежения за спутниками НАСА, укрылись в городском английском клубе, а четверо американских журналистов были задержаны новым правительством острова. Согласно официальной истории Занзибара, революцию спланировал и возглавил глава АШП Абейд Амани Каруме. Однако Каруме в это время был на африканском материке вместе с лидером запрещенной партии Умма. На материк, с целью обеспечения безопасности, его отправил секретарь отделения партии в Пембе, экс-полицейский угандийского происхождения Джон Окелло. Окелло прибыл в Занзибар из Кении в 1959. Именно он возглавил революционеров — главным образом безработных членов Афро-Ширазийской молодёжной лиги, 12 января 1964 года. По некоторым версиям именно Окелло спланировал революцию.

## Последствия
Партиями АШП и Умма, в качестве временного правительства, был создан революционный совет, во главе с Каруме, назначенным президентом. Страна была переименована в Народную Республику Занзибара и Пембы. Революционный совет объявил, что султан изгнан навсегда, без права возвращения, и объявил вне закона партии НПЗ и НПЗП. Каруме позволил Окелло сохранить самоприсвоенное тем звание фельдмаршала, но без лишнего шума отстранил его от политического влияния. Однако, революционеры Окелло вскоре начали репрессии против азиатов и арабов, населявших Унгунджу, сопровождаемые избиениями, изнасилованиями, массовыми убийствами и погромами. Окелло выступил по радио с призывом убивать или арестовывать десятки тысяч «врагов и марионеток». Оценка числа фактически погибших в репрессиях сильно варьируется, от «сотен» до 20 000. Некоторые западные газеты указывали цифры от 2 000 до 4 000. Наибольшие, возможно раздутые, оценки были даны по радио самим Окелло и некоторыми арабскими СМИ. Убийство арабских заключенных и их захоронение в братских могилах были задокументированы итальянской съемочной группой с вертолета и показаны в документальном фильме «Прощай, Африка». Этот фильм является единственным документальным подтверждением массовых убийств. Многие арабы спасались бегством в Оман, в то же время, по указанию Окелло, европейцам не было причинено никакого вреда. Пост-революционные волнения не затронули Пембу.
Беспорядки закончились 3 февраля. Каруме как президент получил широкую поддержку населения. На улицах вновь появились полицейские, открылись разграбленные магазины, а нелицензированное оружие стало изыматься у гражданского населения. Революционное правительство заявило, что пятьсот политических заключенных предстанут перед судом. Окелло сформировал военизированную группировку «Войска свободы» (ВС) из своих сторонников, которая патрулировала улицы и подвергала арабскую собственность разграблению. Поведение сторонников Окелло, его агрессивная риторика, угандийский акцент и христианское вероисповедание отталкивало большую часть умеренно настроенного населения Занзибара. К марту многие члены его ВС были разоружены сторонниками Каруме и дружиной партии Умма. 11 марта Окелло был официально лишён звания фельдмаршала и получил отказ на въезд в страну при попытке вернуться в Занзибар с материка. Он был депортирован в Танганьику, а затем в Кению, до возвращения на родину в Уганду.
В апреле правительство сформировало народную освободительную армию (НОА) и завершило разоружение отрядов ВС Окелло. 26 апреля Каруме сообщил об объединении с Танганьикой и образовании нового государства — Танзании. Слияние было воспринято тогдашними СМИ как средство предотвращения подрывной коммунистической деятельности в Занзибаре; по другой версии, целью объединения было ограничение влияния коммунистического крыла партии Умма. Однако многие из социальных программ партии Умма, касающихся полиции, образования и социального обеспечения были приняты правительством.

## Иностранная реакция
Британские вооруженные силы в Кении получили информацию о беспорядках на Занзибаре 12 января 1964 в 4:45 утра, и после запроса, поступившего от султана, перешли в режим 15 минутной готовности, чтобы в случае необходимости быстро занять аэродром Занзибара. Однако Британский верховный комиссар в Занзибаре Тимоти Кроствэйт сообщил, что не было нападений на британских подданных, и выступил против вмешательства. Этим же вечером британские войска были переведены в режим 4 часовой готовности. Кроствэйт рекомендовал не проводить эвакуацию британских граждан, так как многие из них занимали ключевые правительственные посты, и их исчезновение привело бы к разрушению экономики островов. Во избежание возможного кровопролития британцы согласовали расписание эвакуации с Каруме.
Через несколько часов после революции, американский посол санкционировал эвакуацию граждан США, и 13 января на остров прибыл эсминец ВМФ США Manley. Manley причалил в порту Занзибара без согласования с революционным советом, и был встречен группой вооруженных людей. Разрешение было получено 15 января. Но британцы полагают, что этот инцидент усилил неприязнь к Западу на Занзибаре.
Западные спецслужбы полагали, что революция была организована коммунистами и обеспечена оружием стран Варшавского договора. Это подозрение укрепилось после назначения Абдулрахмана Мохаммеда Бабу министром иностранных дела, а Абдулы Кассима Ханги — на пост премьер министра, так как оба были известны своими левыми прокоммунистическими взглядами. Великобритания полагала, что они тесно связаны с Оскаром Камбоной, министра иностранных дел Танганьики, и что военные из Танганьики могли принимать участие в революции. Некоторые члены партии Умма носили кубинскую военную одежду и бороды в стиле Фиделя Кастро, что было отмечено как признак поддержки революции Кубой. Признание нового правительства Занзибара ГДР и Северной Кореей стало ещё одним подтверждением намерений Занзибара присоединиться к коммунистическому блоку. Спустя 6 дней после революции газета New York Times писала что Занзибар «вот-вот станет Кубой Африки», но 26 января она же отрицала прокоммунистическую активность на Занзибаре. Занзибар продолжал получать поддержку от коммунистических стран. В феврале СССР и Китай прислали на Занзибар своих советников. В то же время западное влияние снижалось. К июлю 1964 на правительство Занзибара работал лишь один британец, дантист.
Свергнутый султан безуспешно пытался получить военную поддержку Кении и Танганьики. Танганьика согласилась отправить 100 сотрудников военизированной полиции на Занзибар для сдерживания беспорядков. Полиция была единственной вооруженной силой в самой Танганьике, кроме отряда стрелков, и отсутствие 100 полицейских привело 20 января к мятежу в стрелковом полку. Из-за недовольства низким жалованьем и медленной заменой британских офицеров африканцами, солдатский мятеж в Танганьике спровоцировал подобные же бунты в Кении и Унгудже. Однако, порядок на африканском материке был скоро восстановлен без серьёзных столкновений с британской армией и королевской морской пехотой.
Возможное появление коммунистического плацдарма в Африке вызывало беспокойство на западе. В феврале британский комитет по иностранным делам и обороне указал на необходимость военного вмешательства, отмечая «минутность» британских коммерческих интересов на Занзибаре, и отсутствие значения революции «самой по себе». Комитет был обеспокоен тем, что Занзибар может стать базой продвижения коммунизма в Африке, подобно тому, как ею стала Куба в Америке. Британия, большинство стран британского содружества и США до 23 февраля отказывались признавать новое правительство Занзибара, в то время как его признали СССР, Китай и большинство коммунистических государств. По мнению Кроствэйта, это способствовало просоветской ориентации Занзибара. Кроствэйт и его сотрудники были высланы из страны 20 февраля, с разрешением вернуться только после того, как новое правительство будет признано.

### Военный ответ Британии

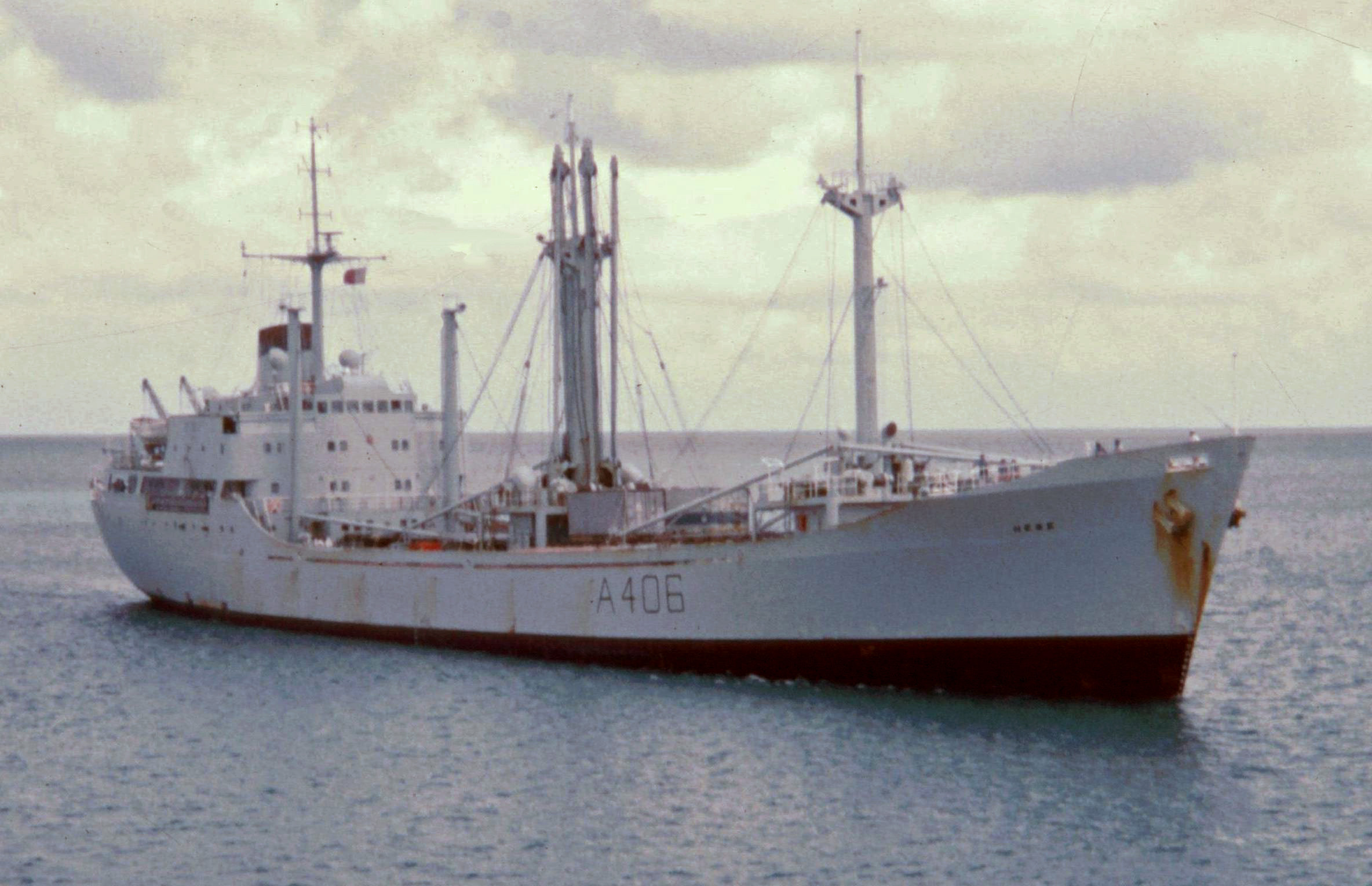
RFA Hebe

После эвакуации своих граждан 13 января, правительство США заявило что не будет вмешиваться, хотя настаивало на том, чтобы Британия вместе с восточноафриканскими странами приложила усилия для наведения порядка на острове. Первым подошло к берегам Занзибара 12 января британское разведывательное судно HMS Owen, отплывшее от берегов Кении. 15 января Owen соединился с фрегатом Rhyl и кораблем RFA Hebe. Rhyl доставил первый батальон Стаффордширского полка из Кении, отправка которого широко освещалась в Кенийских СМИ, что препятствовало Британии в переговорах с новыми властями Занзибара. На Hebe был груз оружия и взрывчатки с только что эвакуированной военно-морской базы в Момбасе. Революционный совет не знал о том, какой груз находится на борту Hebe, но отказ Королевского флота позволить досмотр груза породил немало страхов на берегу, и вызвал слухи, что Hebe — готовый к атаке десантный корабль.

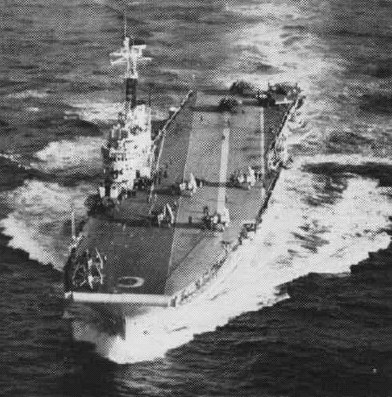
HMS Centaur

Частичная эвакуация британских граждан завершилась к 17 января, но военный мятеж в Восточной Африке вынудил Rhyl вернуться в Танганьику. Он был замещен отрядом Горцев Гордона на корабле Owen, так что в случае необходимости, Британия все ещё имела возможность вмешаться. Авианосцы Кентавр и Победоносный были передислоцированы в регион, в соответствии с планом операции Парфенон, разработанным на случай, если Окелло или радикальная партия «Умма» попытаются лишить власти умеренную партию афро-ширази. План рассчитывал также на три эсминца, Owen, 13 вертолетов, 21 самолёт, второй батальон шотландской гвардии, 45 солдат морской пехоты и отряд второго батальона воздушно-десантного полка. «Парфенон» должен был стать самой большой британской военной операцией со времен суэцкого кризиса (1957).
После осознания того, что за революционерами стоят коммунистические силы, план «Парфенон» сменила операция «Борис», предполагавшая атаку на Унгуджу из Кении, но не приведённая в исполнение в связи со сложной обстановкой в Кении и нежеланием кенийского правительства предоставить аэропорты. Взамен этой операции была разработана Операция Finery, которая предполагала атаку с вертолетов морских пехотинцев и командо, размещенных на Ближнем Востоке.
После объединения Танганьики и Занзибара (23 апреля) возникла угроза того, что партия «Умма» совершит военный переворот. На этот случай была разработана операция Shed, предполагавшая воздушный десант для захвата аэропорта и дальнейшей защиты правительства Каруме. Однако, после объединения опасность новой революции снизилась, и 29 апреля операция «Finery» была отменена. Все ещё оставалась вероятность повторного переворота, и потому 23 сентября «Shed» была заменена планом Giralda, включавшим использование британских войск из Адена и с Дальнего Востока, в случае попытки партии «Умма» свергнуть президента Танзании Джулиуса Ньерере. Этот план был отменен в декабре. Вопрос о военном вторжении в Занзибар больше не поднимался.

## Результаты

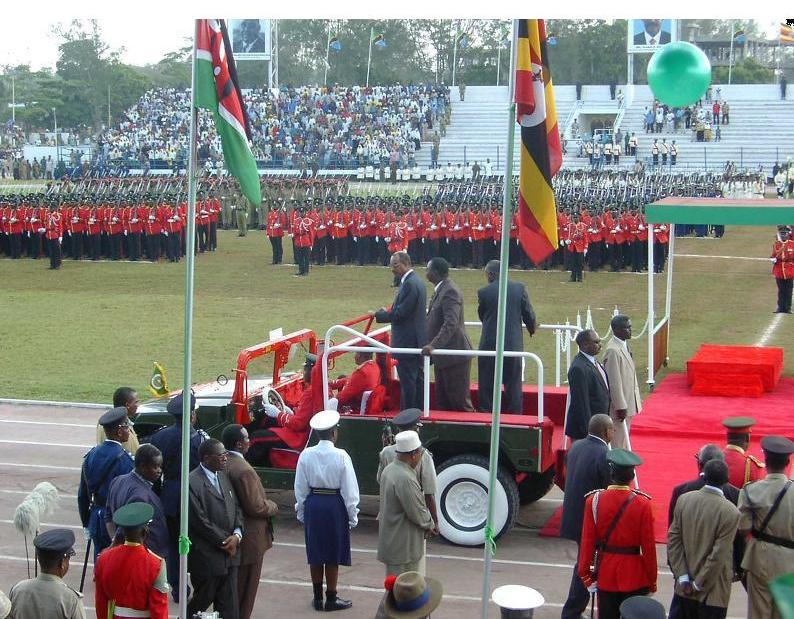
Президент Амани Абейд Каруме принимает участие в военном параде, посвященном 40 годовщине революции

Одним из важнейших последствий революции стало свержение власти арабского меньшинства, длившейся более 200 лет. До 1992 года в стране сохранялась однопартийная система и, несмотря на объединение с Танганьикой, отдельный революционный совет, имевший право решать все вопросы регионального значения. Местное управление осуществлялось первым президентом Занзибара Каруме. Его правительство, опираясь на успех революции, осуществляло реформы на островах, стараясь устранить арабов от власти. Например, государственная служба Занзибара была практически полностью укомплектована африканцами, а арабские земли были перераспределены в пользу африканского населения. Революционное правительство также осуществило и социальные реформы, такие как общедоступное здравоохранение и развитие системы образования.
Правительство обратилось за помощью в финансировании военного совета и некоторых проектов к СССР, ГДР и Китаю. ГДР отказала Занзибару в поддержке некоторых проектов, таких как проект модернизации жилого фонда и обеспечения жильём всех жителей Занзибара (1968), в результате там взяла верх прокитайская ориентация. Постреволюционное правительство Занзибара многократно подвергалось критике за ущемление личных свобод и кумовство, при попустительстве правительства Танзании. Каруме был убит недовольными 7 апреля 1972. За его гибелью последовали столкновения проправительственных и антиправительственных сил. В конечном счете, в 1992 была введена многопартийная система, но на Занзибаре до сих пор высок уровень коррупции и подтасовки голосов на выборах.
Марксистские теоретики[кто?] пришли к выводу, что занзибарская революция носила расово-социальный характер и что революционеры представляли африканский пролетариат, восставший против правящего класса купцов, представленного арабами и мусульманскими выходцами с территории Индии и Пакистана. По несколько иной версии, эта революция основана прежде всего на расовых различиях, подкрепленных социально-экономическим неравенством. В самом Занзибаре революция считается знаковым историческим событием, на её 10 годовщину были амнистированы 545 заключенных, на 40 годовщину проведён военный парад. День революции отмечается каждый год 12 января, и является всеобщим выходным днем.